# Kasteel van Gizeux
Het Kasteel van Gizeux (Frans: Château de Gizeux) is een kasteel in de Franse gemeente Gizeux. Het ligt op de uiterste grenzen van de vroegere Anjoustreek en is een van de vele kastelen van de Loire. Het middeleeuwse kasteel is in de loop der eeuwen verscheidene keren herbouwd, onder andere tijdens de Renaissance en de Verlichting. Het werd gebouwd op de plaats waar vroeger een burcht stond uit de 14e eeuw. Sinds 24 mei 1945 staat het kasteel op de lijst van geklasseerde monumenten.
Het kasteel staat in het midden van het Regionale Natuurpark Loire-Anjou-Touraine bij de grens van de departementen Indre-et-Loire en Maine-et-Loire. De gevels zijn 250 meter lang waardoor dit het langste kasteel is in Touraine Angevine.

## Geschiedenis
De Seigneurie van Gizeux behoorde toe aan de familie van de dichter Joachim du Bellay van 1315 tot 1660. Het kasteel kwam vervolgens in het bezit van de markiezen van Gizeux van de Contades familie.
Tijdens de Franse Revolutie in 1789 verzette Louis Gabriel de Contades (1759-1825) zich tegen de opstandelingen en moest Frankrijk verlaten. Hij vond een schuilplaats te Saint Dominique en keerde pas in 1801 terug naar Gizeux.
Het Kasteel van Gizeux was afhankelijk van de seneschalk van Saumur en van de voormalige provincie van Anjou. Dit deel van Anjou strekte zich uit ten zuiden van Bourgueil tot aan het noorden van Château-la-Vallière en werd in 1790 aangehecht bij het departement Indre-et-Loire.

## Kenmerken

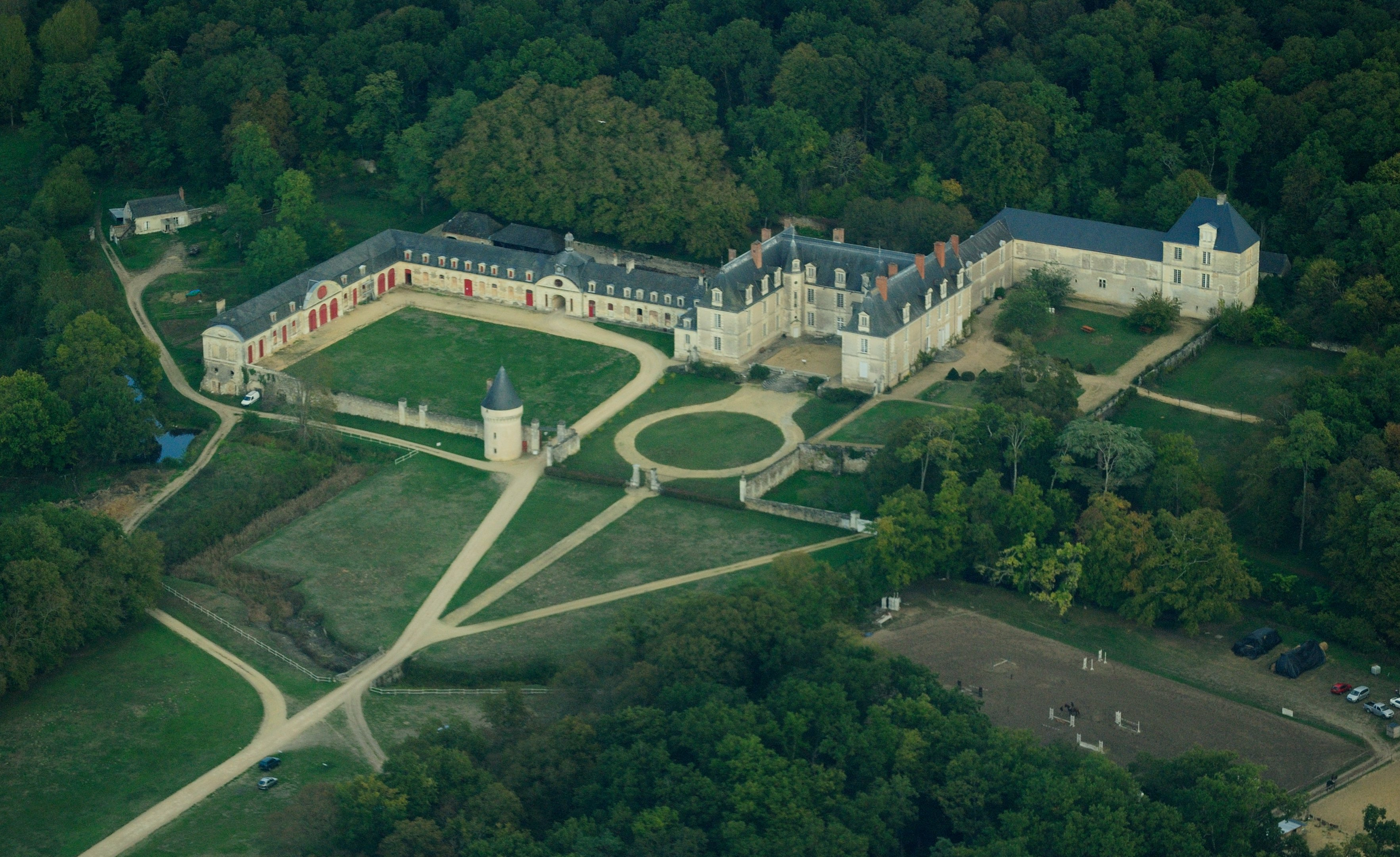
Luchtbeeld van het complex

Het complex omvat delen die werden gebouwd in verschillende periodes, waardoor de middeleeuwse stijl in aanraking komt met de architectuur van de Renaissance.
Het kasteel heeft twee unieke kunstgalerijen: de Galerie François I, versierd door Italiaanse schilders in het begin van de 17e eeuw, en de Grande Galerie des Châteaux, versierd door een kunstschool op het einde van de 17e eeuw. Het bevat er onder meer schilderijen van koninklijke kastelen en landelijke taferelen die meer dan 400 m² bestrijken.
Het park werd in 1829 aangelegd. Dicht bij het kasteel bevindt zich de kerk waarin zich de graven van de familie du Bellay bevinden. Zeldzame 17e-eeuwse religieuze beelden werden gemaakt in wit marmer door Ghislain de Cambrai, directeur van de koninklijke academie van de beeldende kunsten in Parijs.